# Campostoma ornatum
Campostoma ornatum е вид лъчеперка от семейство Шаранови (Cyprinidae). Видът не е застрашен от изчезване.

## Разпространение и местообитание
Разпространен е в Мексико и САЩ.
Обитава пясъчните дъна на сладководни басейни, реки и потоци. Среща се на дълбочина около 15 m.

## Описание
На дължина достигат до 16 cm.
Популацията на вида е намаляваща.